# 1999 (曲)
「1999」（いちきゅうきゅうきゅう）は、SIAM SHADEの12枚目のシングル。1999年9月29日にリリース。

## 解説
前作シングル「BLACK」からわずか2週間後に発売された。
表題曲は、Bメロの片仮名表記の部分が一文字分ずつ交代で歌いトータルで一つの歌詞が構成されている楽曲。カップリングは、金にまつわる犯罪をテーマにした楽曲。
ミュージック・ビデオは、前作と同じくロサンゼルスで撮影されている。また冒頭に「BLACK」のサビの一部分が流れる。
累計売上枚数は、約6.4万枚。

## 収録曲
全作詞・作曲・編曲：SIAM SHADE名義。
1. 1999 [4:13]
作詞・原曲:KAZUMA
2. Allergy [3:20]
作詞：栄喜、原曲:淳士

## 収録アルバム
| 曲名    | アルバム                                    | 発売日         | 備考                            |
| ------- | ------------------------------------------- | -------------- | ------------------------------- |
| 1999    | 『SIAM SHADE VI』                           | 2000年7月26日  | メジャー5thオリジナル・アルバム |
| 1999    | 『SIAM SHADE IX A-side Collection』         | 2002年3月6日   | ベスト・アルバム                |
| 1999    | 『SIAM SHADE X 〜THE PERFECT COLLECTION〜』 | 2002年11月27日 | ボックス・セット                |
| Allergy | 『SIAM SHADE VI』                           | 2000年7月26日  | メジャー5thオリジナルアルバム   |
| Allergy | 『SIAM SHADE X 〜THE PERFECT COLLECTION〜』 | 2002年11月27日 | ボックス・セット                |